# Paragonite
La paragonite (simbolo IMA: Pg) è un minerale piuttosto raro della classe dei minerali "silicati e germanati" con la composizione chimica NaAl2[(OH)2|AlSi3O10] e quindi, chimicamente parlando, un alluminosilicato di sodio-alluminio con ioni idrossido addizionali. Strutturalmente, la paragonite appartiene ai fillosilicati e quindi al gruppo delle miche.
A seconda del politipo, la paragonite cristallizza nel sistema cristallino monoclino o trigonale.

## Etimologia e storia
La prima descrizione scientifica fu fatta nel 1843 da Karl Emil von Schafhäutl. Tuttavia, ha sottolineato che il minerale era noto da tempo come talco scisto, talco indurito e micascisto del massiccio del San Gottardo, dove appare spesso come matrice per le cianiti (anche stene), stauroliti, quarzo e mica che vi si trovano. Tuttavia, non è stato riconosciuto come una specie minerale separata fino alle sue indagini. Schaffhäutl ha quindi chiamato il minerale con l'antica parola greca παραγειυ ('paragein', fuorviare) a causa della facilità con cui il mineralogista viene indotto in errore nella sua diagnosi senza l'aiuto chimico. Poiché la paragonite ha aspetto e dà sensazioni molto simili al talco, viene facilmente confusa con esso, ma a differenza di quest'ultimo, non contiene magnesio.
La località tipo della paragonite è oggi l'Alpe Sponda sul Pizzo Forno presso Dalpe in Val Chironico (distretto di Leventina) nel Canton Ticino. Schafhäutl menziona il massiccio del San Gottardo come il luogo in cui è stata trovata la paragonite; tuttavia, la suddetta paragenesi con i "bellissimi cristalli di distene blu e staurolite" rende molto più probabile l'area di Pizzo Forno – Alpe Sponda. Tuttavia, non è documentato un luogo di stoccaggio per il campione tipo del minerale.
La paragonite era conosciuta e riconosciuta come specie minerale a sé stante molto prima della fondazione dell'Associazione Mineralogica Internazionale (IMA). Questo darebbe teoricamente alla paragonite lo status di minerale grandfatherede (G). Nella pubblicazione del 1998 Nomenclature of the micas da parte del "Mica Subcommittee" dell'IMA/CNMNC, i membri del gruppo delle miche, a cui appartiene la paragonite, sono stati parzialmente ridefiniti in termini di composizione e denominazione. La paragonite è stata qui classificata come "mica non potassica" (Na-mica) nel gruppo delle miche con una struttura diochedrica. Poiché ciò significava automaticamente un successivo riconoscimento per la paragonite, il minerale è stato da allora elencato nella "List of Minerals and Mineral Names" dell'IMA sotto il riconoscimento "IMA 1998 s.p." (Procedura speciale).

## Classificazione
Già nell'obsoleta 8ª edizione della sistematica minerale secondo Strunz, la paragonite apparteneva alla classe minerale dei "silicati e germanati" e lì alla sottoclasse dei "fillosilicati", dove insieme ad aluminoceladonite, glauconite, muscovite, roscoelite e celadonite formava la "serie della muscovite" con il sistema nº VIII/E.05a.
Nella Sistematica dei lapis (Lapis-Systematik) di Stefan Weiß, che è stata rivista e aggiornata l'ultima volta nel 2018, che si basa ancora su questa vecchia forma della sistematica di Strunz per rispetto dei collezionisti privati e delle collezioni istituzionali, al minerale è stato assegnato il sistema e il minerale nº VIII/H.10-050. In questa Sistematica ciò corrisponde anche al reparto "Fillosilicati", dove la paragonite insieme ad aluminoceladonite, boromuscovite, chromphyllite, chromceladonite, alla ferroaluminoceladonite, ferroceladonite, ganterite, muscovite, nanpingite, roscoelite, celadonite e tobelite forma la "serie della celadonite-muscovite" con il sistema nº VIII/H.10 all'interno del gruppo delle miche.
La 9ª edizione della sistematica minerale di Strunz, che è stata aggiornata l'ultima volta dall'Associazione Mineralogica Internazionale (IMA) nel 2024, classifica la paragonite nella categoria dei "9.E Fillosilicati". Tuttavia, questa è ulteriormente suddivisa in base alla struttura degli strati, in modo che il minerale possa essere trovato nella suddivisione "9.EC Fillosilicati con fogli di mica, composti di reti di tetraedri e ottaedri", dove si trova insieme ad aluminoceladonite, boromuscovite, chernykhite, chromceladonite, chromphyllite, ferroceladonite, ferroaluminoceladonite, ferroceladonite, ganterite, glauconite, montdorite, muscovite, nanpingite, roscoelite, celadonite, tainiolite, tobelite e voloshinite, con le quali forma il "gruppo della muscovite" con il sistema nº 9.CE.15.
Anche la sistematica dei minerali secondo Dana, utilizzata principalmente nel mondo anglosassone, classifica la paragonite nella classe dei "silicati e germanati" e lì nella sottoclasse dei "minerali fillosilicati". Qui si trova insieme ad aluminoceladonite, boromuscovite, chernykhite, alla chromphyllite, chromceladonite, ferroaluminoceladonite, ferroceladonite, glauconite, montdorite, muscovite, nanpingite, roscoelite, celadonite, shirokshinite e tobelite con le quali forma il "gruppo delle miche (sottogruppo della muscovite)" con il sistema nº 71.02.02a all'interno della suddivisione "Fillosilicati: strati di anelli a sei membri con strati 2:1".

## Abito cristallino
Sono noti due politipi di paragonite, cioè è costituito da due combinazioni di unità strutturali simili a strati, che sono indicate come paragonite-2M1 e paragonite-3T:
- paragonite-2M1 cristallizza nel sistema monoclino nel gruppo spaziale C2/c (gruppo nº 15) con i parametri reticolari a = 5,13 Å, b = 8,90 Å, c = 19,29 Å e β = 94,3°, oltre a quattro unità di formula per cella unitaria.[3]

- paragonite-3T cristallizza nel sistema trigonale nel gruppo spaziale P3112 (gruppo nº 151) con i parametri del reticolo a = 5,13 Å e c = 28,72 Å così come tre unità di formula per cella unitaria.[3]

## Origine e giacitura
È comune nelle rocce metamorfiche in facies degli scisti blu, insieme ad altri minerali sodici quali albite, giadeite e glaucofane. Durante la transizione tra la facies degli scisti blu e degli scisti verdi si trasforma in clorite e albite.
La paragonite si forma anche in gneiss muscovite-biotite, quarzo, sedimenti a grana fine e rocce contenenti glaucofane. Oltre alla già citata cianite e staurolite, possono essere presenti come minerali di accompagnamento anche actinolite, calcite, clorite, vari granati e tormaline.
Essendo una formazione minerale piuttosto rara, la paragonite può essere abbondante in vari siti, ma nel complesso non è molto comune. Finora sono stati documentati circa 350 siti in tutto il mondo. In Svizzera, oltre alla località tipo nella zona di Pizzo Forno – Alpe Sponda, il minerale è stato rinvenuto anche sul Monte Limidario nel Canton Ticino, in diverse località del comune di Mesocco, nei pressi di Lumnezia, Lohn e Rongellen nel Canton Grigioni, nonché nella cava di Lengenbach, nella Turtmanntal, alla Tête des Econduits sul Mont Chemin e in diverse località del Distretto di Visp nel Canton Vallese.
In Italia la paragonite è stata trovata in Val d'Aosta (tra le altre Cogne, La Thuile e Fénis); in Calabria (Mormanno, Cardeto, Oppido Mamertina); in Piemonte (a Cartosio, Acceglio, Scagnello, Fenestrelle, Antrona Schieranco, tra le molte); in Sardegna (Pau), in Toscana (Monte Argentario) e in Veneto (a Recoaro Terme).
In Germania, la paragonite è stata finora trovata solo nel circondario dei Monti Metalliferi, più precisamente sul Großmannsberg vicino a Eibenstock, nel "Drandorf-Fundgrube" sull'Ochsenkopf vicino a Bockau e nell'area della diga di Saidenbach vicino a Pockau.
In Austria, il minerale è conosciuto principalmente in Carinzia (Knappenberg, Heiligenblut am Großglockner), Bassa Austria (Amstall, Pfaffenberg) e nel Salisburghese (distretto di Zell am See). Tuttavia, sono noti anche alcuni siti come lo Schloffereck vicino a Miesenbach bei Birkfeld o il Glattjoch vicino a Oberwölz in Stiria e un affioramento di scisto calcareo contenente paragonite vicino a Matrei in Osttirol nel Tirolo orientale.
Altri siti sono sparsi in diversi Paesi del mondo.
Sono stati rinvenuti campioni di paragonite anche nel campo idrotermale Trans-Atlantic Geotraverse.

## Forma in cui si presenta in natura
La paragonite si trova sotto forma di aggregati minerali finemente squamati o compatti e grossolani con una lucentezza perlacea sulle superfici. Nella sua forma pura, la paragonite è incolore e trasparente. Tuttavia, a causa della rifrazione multipla della luce dovuta a difetti reticolari o alla formazione policristallina, può anche essere bianco traslucido e assumere un colore da bianco-grigiastro a grigio, giallo pallido o da verdastro a verde mela a causa di mescolanze estranee. Tuttavia, il colore del suo striscio sulla mattonella di prova è sempre bianco.